# Арфа Карим
Арфа Карим Рандгава (урду ارفع کریم رندھاوا, англ. Arfa Karim Randhawa; 2 лютого 1995 —  14 січня 2012) — пакистанка, яка в 2004 році у 9 років стала наймолодшою з сертифікованих спеціалістів Microsoft в світі, і зберегла це звання до 2008 року. Відвідала штаб-квартиру Microsoft в США на запрошення Білла Гейтса.

## Ранні роки
Народилася в родині Амджада Карима і Джатти Рандгави в передмісті Фейсалабада. Перший її комп'ютер придбали на прохання Арфи, коли їй було п'ять. Після повернення в Пакистан з поїздки в штаб-квартиру Microsoft, Арфа давала численні інтерв'ю на телебаченні і в газети. 2 серпня 2005 року Арфа Карим нагороджена золотою медаллю Фатіми Джини в галузі науки і техніки прем'єр-міністром Пакистану Шаукатом Азізом, з нагоди 113-річчя від дня народження Фатіми Джини. Арфа Карим також отримала президентську премію Гордість виконання. Цю цивільну нагороду отримують лише ті люди, які досягли успіхів в своїй сфері діяльності протягом тривалого періоду часу. Вона стала наймолодшою з удостоэних цієї нагороди. Карим стала обличчям Пакистанської телекомунікаційної компанії в січні 2010 року. Готувалася вступати до Гарвардського університету і стати астрофізикинею.

## Участь в міжнародних форумах
Арфа Карим представляла Пакистан на різних міжнародних форумах. Вона була запрошена на Форум спеціалістів інформаційних технологій в Дубаї. Під час поїздки Корим отримала кілька нагород і подарунків, включаючи ноутбук. У листопаді 2006 року взяла участь в Конференції Tech-Ed Developers в Барселоні на запрошення Microsoft. Вона була єдиною громадянкою Пакистану серед понад 5000 розробників з усього світу.

## Хвороба і смерть
22 грудня 2011 року після епілептичного нападу в Арфи Карим сталася зупинка серця, в результаті чого серйозно постраждав її мозок. Карим доставили у Лахорський військовий госпіталь в критичному стані.
9 січня 2012 року Білл Гейтс (голова Microsoft) вступив в контакт з батьками Карим і повідомив пакистанським лікарям, що готовий запропонувати будь-яку допомогу для лікування Карим. Гейтс організував спеціальну міжнародну групу лікарів, які підтримували контакт з місцевими лікарями через телеконференції і отримували детальну інформацію про стан Карим. Місцеві лікарі відхилили можливість перевезти її в іншу лікарню, оскільки вона була на штучній вентиляції легень. Рідня Карим Рандгава були вдячні Гейтсу за те, що він взяв на себе витрати на лікування.
13 січня 2012 року Арфа Карим несподівано пішла на поправку. Її батько попросив Microsoft перевезти доньку з Пакистану в США для лікування. Однак 14 січня о 9:50 вечора Арфа Карим померла. 15 січня 2012 року її поховано з почестями в рідному передмісті Фейсалабада. У похороні брав участь головний міністр Пенджабу Шахбаз Шариф.

## Пам'ять
15 січня 2012 року Шахбаз Шариф заявив, що Лахорський технологічний парк буде перейменований в Технологічний парк імені Арфи Карим. Уряд Пакистану випустив пам'ятну поштову марку на честь Арфи Карим.